# Clásica de San Sebastián 1996
La 16º edición de la Clásica de San Sebastián se disputó el 10 de agosto de 1996, por un circuito por Guipúzcoa con inicio y final en San Sebastián, sobre un trazado de 234 kilómetros. La prueba perteneció a la Copa del Mundo
El ganador de la carrera fue el alemán Udo Bölts (Deutsche Telekom), que se impuso al esprint en la llegada a San Sebastián. Los italianos Stefano Cattai (Roslotto) y Massimo Podenzana (Carrera) fueron segundo y tercero respectivamente.

## Clasificación final
| Posición | Ciclista             | Equipo           | Tiempo   |
| -------- | -------------------- | ---------------- | -------- |
| 1        | Udo Bölts            | Deutsche Telekom | 5h45'55" |
| 2        | Stefano Cattai       | Roslotto         | s.t.     |
| 3        | Massimo Podenzana    | Carrera          | s.t.     |
| 4        | Richard Virenque     | Festina          | s.t.     |
| 5        | Marco Fincato        | Roslotto         | s.t.     |
| 6        | Alberto Elli         | MG Maglificio    | s.t.     |
| 7        | Fabio Baldato        | MG Maglificio    | a 1'01"  |
| 8        | Andrea Ferrigato     | Roslotto         | s.t.     |
| 9        | Francesco Casagrande | Saeco            | s.t.     |
| 10       | Laurent Jalabert     | ONCE             | s.t.     |